# RKSV Volendam in het seizoen 1962/63
Het seizoen 1962/1963 was het achtste jaar in het bestaan van de Volendamse betaaldvoetbalclub Volendam. De club kwam uit in de Eredivisie en eindigde daarin op de 13e plaats. Tevens deed de club mee aan het toernooi om de KNVB Beker, hierin werd in de vierde ronde verloren van GVAV (0–2).

## Wedstrijdstatistieken

### Eredivisie
|       | ADO   | Ajax  | Blauw-Wit | DOS   | Sportclub Enschede | Feijenoord | Fortuna '54 | GVAV  | Heracles | MVV   | NAC   | PSV   | Sparta | De Volewijckers | Willem II |
| ----- | ----- | ----- | --------- | ----- | ------------------ | ---------- | ----------- | ----- | -------- | ----- | ----- | ----- | ------ | --------------- | --------- |
| Thuis | 1 – 0 | 4 – 5 | 0 – 1     | 0 – 0 | 1 – 3              | 0 – 3      | 1 – 1       | 0 – 2 | 2 – 2    | 1 – 1 | 2 – 0 | 1 – 2 | 2 – 1  | 5 – 0           | 1 – 1     |
| Uit   | 0 – 0 | 1 – 3 | 5 – 0     | 3 – 2 | 1 – 1              | 2 – 5      | 2 – 2       | 2 – 2 | 1 – 1    | 2 – 1 | 1 – 1 | 4 – 2 | 3 – 2  | 2 – 3           | 2 – 4     |

### KNVB Beker
| 3e ronde                                  | Volendam                     | 2 – 1 (1 – 1) | Roda JC            |
| 30 april 1963 Plaats: Volendam Julianaweg | Johan Pelk 3' Thijs Bond 47' |               | 14' Pierre Custers |
| 4e ronde                                  | GVAV                         | 2 – 0 (0 – 0) | Volendam           |
| 16 mei 1963 Plaats: Groningen Oosterpark  | Rikkert La Crois 52', 65'    |               |                    |

## Statistieken Volendam 1962/1963

### Eindstand Volendam in de Nederlandse Eredivisie 1962 / 1963
| Stand | Gespeeld | Gewonnen | Gelijk | Verloren | Punten | Doelpunten voor | Doelpunten tegen |
| ----- | -------- | -------- | ------ | -------- | ------ | --------------- | ---------------- |
| 13e   | 30       | 8        | 11     | 11       | 27     | 50              | 53               |

### Topscorers
| #      | Naam           | Goal |
| ------ | -------------- | ---- |
| 1.     | Dick Tol       | 13   |
| 2.     | Johan Pelk     | 10   |
| 2.     | Jaap Smit      | 10   |
| 4.     | Wim Kras       | 6    |
| 5.     | Harmen Veerman | 4    |
| 6.     | Thijs Bond     | 3    |
| 7.     | Gerrie Vlak    | 2    |
| 8.     | Dick Bond      | 1    |
| 8.     | Klaas Karregat | 1    |
| Totaal | Totaal         | 50   |

| #      | Naam       | Goal |
| ------ | ---------- | ---- |
| 1.     | Thijs Bond | 1    |
| 1.     | Johan Pelk | 1    |
| Totaal | Totaal     | 2    |

## Voetnoten
ADO ·
Ajax ·
Blauw-Wit ·
DOS ·
Sportclub Enschede ·
Feijenoord ·
Fortuna '54 ·
GVAV ·
Heracles ·
MVV ·
NAC ·
PSV ·
Sparta ·
Volendam ·
De Volewijckers ·
Willem II